# Società Anonima Fabbriche Fiammiferi ed Affini

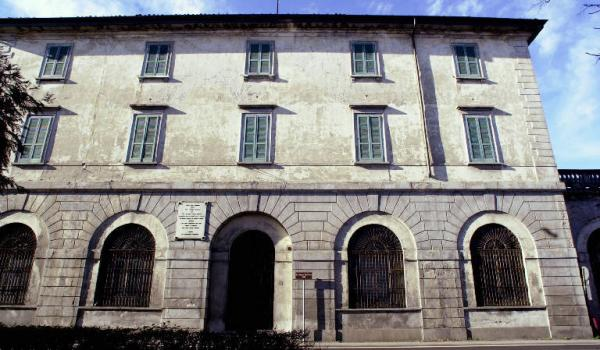
Ehemaliges Fabrikgebäude in Ponte Nuovo di Magenta, Mailand

Die Società Anonima Fabbriche Fiammiferi ed Affini, kurz S.A.F.F.A. war ein italienisches Unternehmen, das auf die Herstellung von Streichhölzern spezialisiert war. Die Gesellschaft mit Sitz in Magenta, Mailand wurde 1871 gegründet und existierte bis 2001. Sie beschäftigte bis zu 4000 Mitarbeiter und exportierte Zündhölzer in 23 Länder, darunter Großbritannien, Frankreich, die Vereinigten Staaten, Südamerika und die italienischen Kolonien. In 130 Jahren Unternehmensgeschichte fusionierte die Gesellschaft mit vielen anderen Zündholzunternehmen und wechselte mehrfach den Namen. Das Acronym S.A.F.F.A. blieb jedoch bestehen.
Das Unternehmen stellte auch Designobjekte her, nachdem es sich durch die Serienfertigung eines Stuhls, an dem andere Firmen gescheitert waren, etabliert hatte. Es fertigte eine Kollektion von Feuerzeugen für Cartier sowie weitere Möbel, darunter Entwürfe von Gio Ponti. 1954 gewann es den Designpreis Compasso d’Oro für eine von Augusto Magnaghi gestaltete modulare Küche.
In Deutschland ist die Firma für ihre bunten Streichhölzer (italienisch Fiammiferi multicolori) bekannt.

## Galerie

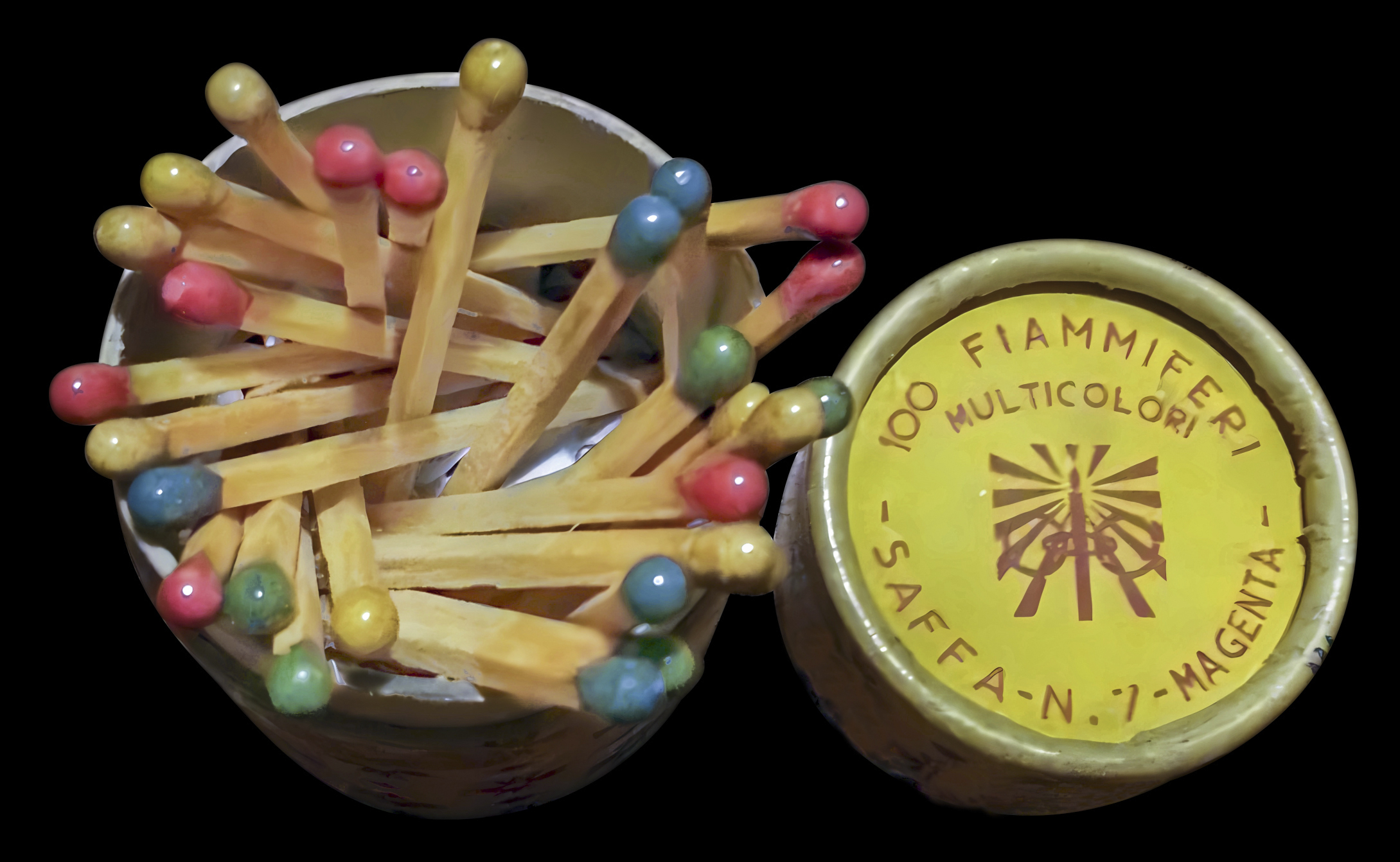
Bunte Überall-Zündhölzer (italienisch Fiammiferi multicolori)
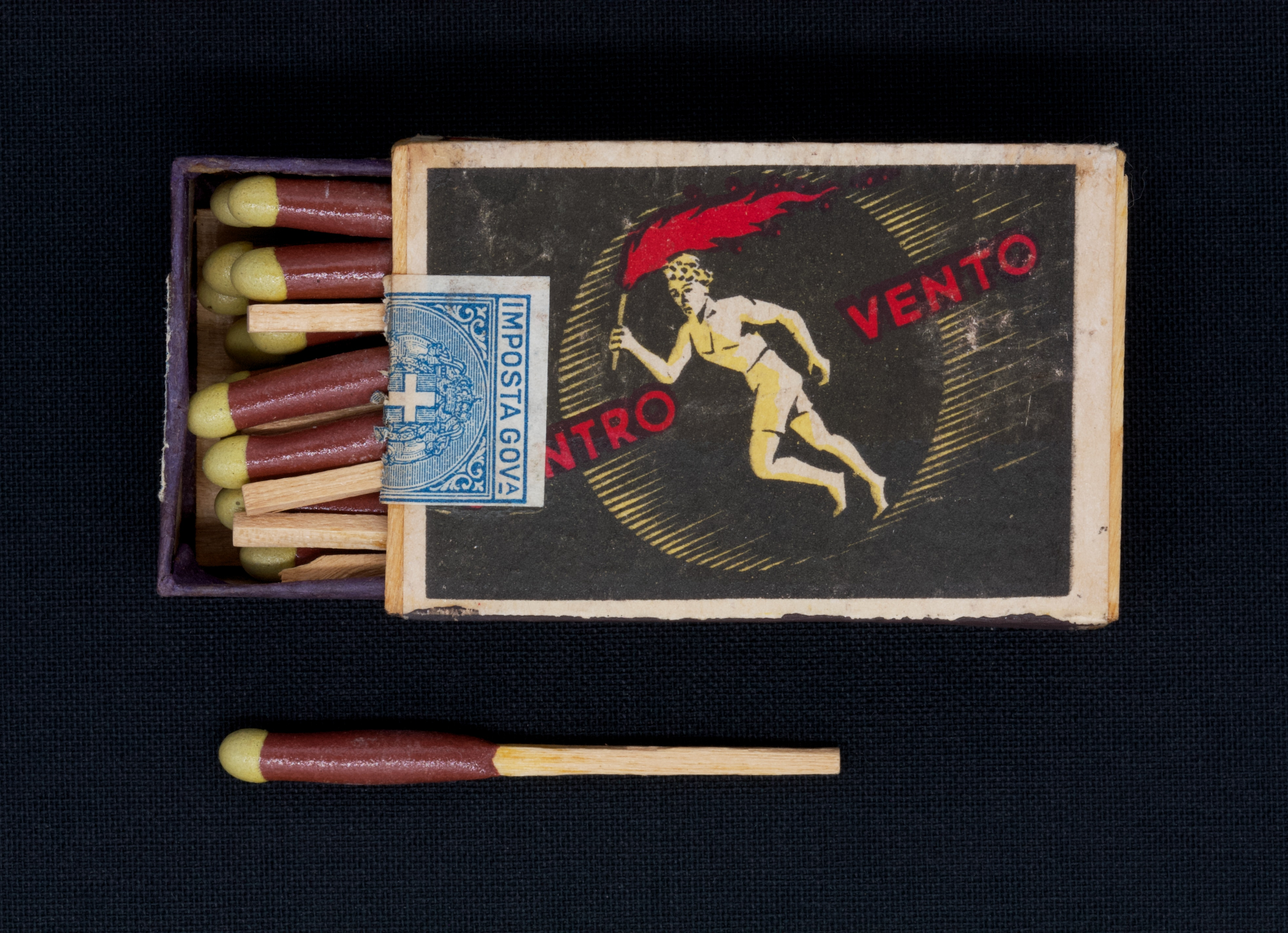
Sturmstreichhölzer (italienisch Contro Vento) 1930er Jahre